# Фар на Иглен нос
Фарът на Иглен нос е разположен на най-южната точка на африканския континент.
Той е 3-тият морски фар, построен в Южна Африка и 2-рото най-отдавна построено и все още функциониращо такова съоръжение след фара на Грийн Пойнт в чертите на град Кейптаун. Намира се в южния край на село Л'Агълас в Национален парк Агълас. Управлението на фара е в правомощията на Националната служба по пристанищата Транснет.

## История
Построяването на фар на Иглен нос е предложено през март 1827 година от полковник Чарлз Колиър Мичъл, губернатор на Кейп. На публична среща в Кейптаун, проведена на 11 юли 1840 година, се решава да се наберат средства за строежа на фара и Михиел ван Бреда, основател на Бредасдорп, предлага да дари земята, на която фарът да бъде издигнат. Освен местните набрани дарения, средства пристигат от Бомбай, Калкута, Мадрас, Манила, о-в Света Елена и Лондон, и до юни 1843 година сумата достига £1479.
През 1847 година правителството на кейпската колония се съгласява да финансира строежа на цена £15 871; строителните работи започват през април същата година и е завършен през декември 1848. За първи път е запален на 1 март 1849. Оригинално, светлината се поддържа с овча мазнина, но през 1905 година е инсталиран петролен фенер, а през 1936 година е заменен с четирикиловатова електрическа лампа на дизелов генератор. През март 1910 година лещата е обновена.
През 1968 година фарът е изведен от употреба и заменен с алуминиева кула, тъй като е установено, че стените на фара са пострадали от ветрена ерозия. През 1973 година сградата е обявена за паметник с национално значение и за обект на културното наследство на Западен Кейп. Бредасторпският музей на корабокрушенията и местната управа извършват реставрацията и реконструкцията на фара и той е отново отворен през 1988 година.

## Описание
Фарът се състои от централна кръгла кула с височина 27 метра, боядисана с бели и червени хоризонтални ивици. Кулата е свързана с къщата на фаровия пазач, която днес помещава музей на фаровете. В двата края на пристройката има две други по-ниски кулички. Проектът на сградата е вдъхновен от Александрийския фар. Фокусната равнина на фара е 31 метра над морското равнище при прилив, обсегът на фенера със сила 7.5 мегакандели е 30 морски мили (56 км). Въртящият се оптичен елемент излъчва по един светлинен сигнал на всеки 5 секунди.